# Tajné Markovo evangelium
Tajné Markovo evangelium je předpokládaný novozákonní apokryf, objevený v roce 1958. Evangelium by mělo být delší verzí kanonického Markova evangelia a gnostik Karpokratés jej prý zfalšoval tak, že svědčí o Ježíšově homosexualitě.

## Historie
Na existenci evangelia se usuzuje z rukopisu, který podle svých slov nalezl roku 1958 profesor Morton Smith v knihovně kláštera Mar Saba (jihovýchodně od Jeruzaléma). Tento rukopis z 18. století obsahuje výtah z údajného dopisu Klementa Alexandrijského blíže neurčenému Theodorovi. Citují se zde dvě pasáže z delší, „duchovnější“ verze Markova evangelia. Samotný rukopis je novodobý opis (z 18. století), v němž si Kliment Theodorovi stěžuje na gnostika Karpokrata, který přepracoval delší verzi Markova evangelia tak, aby jej bylo možné vykládat jako náznak Ježišovy homosexuality. Klement karpokratovské dodatky odmítá. Jednat se mělo o příběh o vzkříšení bohatého mladého muže, který patří mezi verše 34-35 dnešní 10. kapitoly.
Je pravděpodobné, že opis pochází z autentického dopisu, z devadesátých let 2. století, což předpokládanou delší verzi Markova evangelia časově přibližuje vzniku kanonického Markova evangelia. E. J. Pryke doložil analýzou dochovaného zlomku, že je konstruován podle kanonického Marka v druhé polovině 2. století. Podle M. Smithe vystupoval v „původním“ evangeliu Ježíš jako mág, tyto závěry však byly vědeckou kritikou odmítnuty. Na základě podrobné analýzy dokázal Stephen C. Carlson, že se jedná o zdařilý padělek, který, jak se zdá, vytvořil sám M. Smith.

## Obsah
Nalezený oddíl Tajného Markova evangelia líčí příběh bohatého mladého muže, kterého Ježíš vzkřísí. Mladík si Ježíše zamiluje a stráví s ním noc, během níž jej Ježíš tajným způsobem zasvětí ("Měl na sobě plátno přes nahé tělo a zůstal s ním tu noc. Ježíš jej vyučil v tajemství království Božího"). K zasvěcení patřilo i pověření, snad určitý duchovní křest..